# 825 Tanina
825 Tanina este un asteroid din centura principală, descoperit pe 27 martie 1916, de Grigori Neuimin.